# DF-41
Le DF-41, ou Dong Feng-41, (du chinois : 东风, signifiant « vent d'est »), est un missile balistique intercontinental chinois en service opérationnel officiellement depuis 2017,. Désigné CSS-X-10 par le département de la défense américain (DoD), il est porteur de l'arme nucléaire et devrait remplacer prochainement le DF-5, un autre missile balistique chinois de conception plus ancienne.

## Historique
Le projet a été démarré en 1986 et il se pourrait qu'il soit désormais relié au programme du JL-2. Le think tank australien Air Power Australia rapporta que le projet du DF-41 avait été abandonné avant l'an 2000, et que les technologies mises au point pour lui avaient fait l'objet d'un transfert vers le missile DF-31A,. Le site web Missile Threat rapporta qu'il n'était toujours pas possible de savoir précisément si le programme avait été relancé en 2002. Par erreur, il fut pensé, avec anticipation, que le DF-41 aurait dû être livré au second corps d'artillerie de l'APL aux environs de l'année 2010,. Certains experts militaires s'attendaient donc à le voir dévoilé lors de la parade militaire annuelle de 2009, mais il n'en fut cependant rien.
Le site web conservateur américain Washington Free Beacon (en) rapporta que le DF-41 effectua son premier vol de test le 24 juillet 2012. Le département de la défense américain (DoD) n'avait pourtant fait aucune référence à cet événement dans son rapport au congrès de 2013, mais le Free Beacon rapporta en 2014 que des officiels américains avaient déclaré que le DF-41 avait déjà été testé deux fois depuis 2012.
En avril 2013, le chef du bureau de la sécurité nationale de la république de Chine (Taïwan) rapporta à l'assemblée nationale du pays que le DF-41 était toujours en cours de développement, et pas encore opérationnel. Le département de la défense américain, dans son rapport au congrès de 2013, relatant des développements militaires chinois, ne fait aucune mention explicite au DF-41, mais déclare que « la Chine serait également en train de développer un nouveau missile balistique intercontinental mobile, probablement capable d'employer des véhicules de rentrée multiples indépendants (MIRV) », ce qui pourrait être une allusion au DF-41. Le Free Beacon rapporta plus tard que le second tir d'essais avait été effectué le 13 décembre 2013, depuis le centre de lancement de missiles de Wuzhai, dans la province de Shanxi, à destination d'une aire d'impact en Chine occidentale, d'après des officiels ayant connaissance des résultats des tests.
En août 2014, le site web du centre provincial de surveillance de l'environnement de Shaanxi réalisa accidentellement un rapport d'informations concernant la mise en place d'un site de surveillance environnementale pour le DF-41. Il s'agissait là de la première preuve officielle disponible au public et cela prouva également que le DF-41 arrivait à la fin de sa mise au point. La page d'informations, ainsi que le site web entier, furent fermés rapidement après avoir commencé à attirer l'attention du public.
En septembre 2014, le site web Strategy Page affirma que « moins d'une douzaine » de missiles DF-41 avaient été déployés par la Chine. Si « moins d'une douzaine » signifie « onze », cela signifie que la flotte actuelle supposée de missiles DF-41 pourrait délivrer 110 ogives nucléaires sur les États-Unis. Richar Fisher, un expert dans le domaine des affaires concernant l'Asie et le Pacifique, affirme qu'une unité typique du second corps d'artillerie serait dotée de six à douze lanceurs, auxquels s'ajouteraient de six à douze « missiles de rechargement », ce qui représenterait alors une quantité de douze à vingt-quatre missiles disponibles par unité. Chacune de ces unités serait donc capable de pointer entre 120 et 240 têtes nucléaires sur le continent américain.
Le 23 janvier 2017, la Chine déclare avoir déployé une brigade de missiles balistiques dans la province de Heilongjiang et une autre brigade au Xinjiang.
Il est présenté officiellement au public lors du défilé militaire du 1er octobre 2019 en l'occasion du 70e anniversaire de la république populaire de Chine.

## Caractéristiques
Ce missile est propulsé par du propergol solide et est lancé à partir de plateformes mobiles. Il est le premier missile intercontinental à propulsion solide chinois permettant l’emport d’une charge utile lourde et de couvrir l’ensemble du territoire américain.
Sa portée opérationnelle est estimée entre 12 000 et 15 000 km, ce qui en ferait le missile avec la plus longue portée au monde (hors système de bombardement orbital fractionné), avec le DF-5, dépassant même la portée maximale du missile américain LGM-30 Minuteman, d'une portée de 13 000 km. Il est supposé avoir une vitesse de Mach 25 et être mirvé, pouvant alors délivrer jusqu'à dix ogives sur des cibles différentes. Le développement de la technologie MIRV serait une réponse à l'apparition du système américain National missile defense, plus connu sous la désignation de « bouclier antimissile », qui amenuiserait fortement les capacités de dissuasion nucléaire de la Chine.
Le 5 décembre 2015, un tir d'essai d'une version mobile sur voie ferrée similaire au RT-23 Molodets a lieu.

## Site de lancement
- Wuzhai[14] : 38° 54′ N, 111° 50′ E

## Utilisateur
- Chine : Au sein de la Force des fusées de l'armée populaire de libération (APL).